# Parlementaire (guerre)

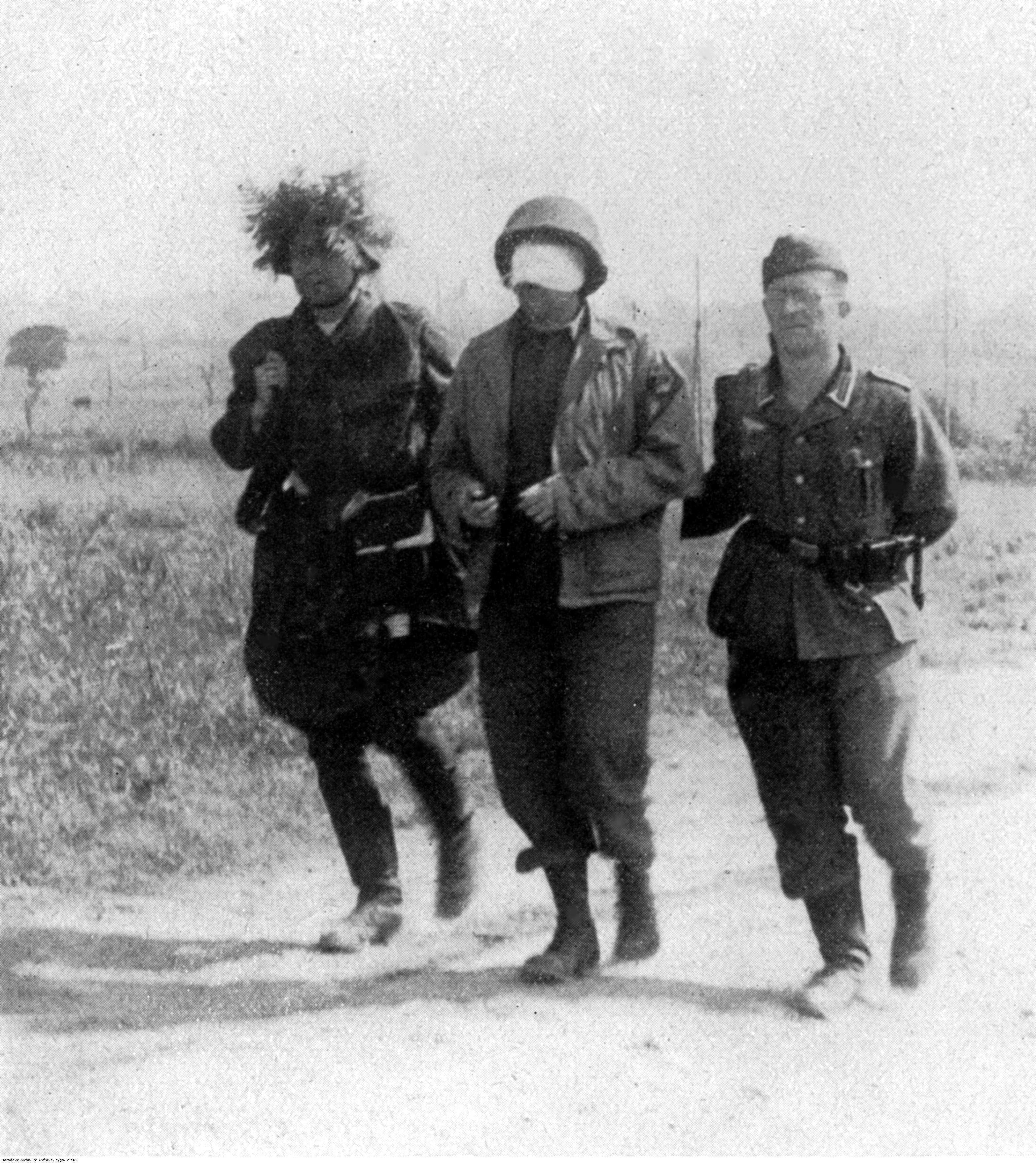
Parlementaire américain aux yeux bandés, dirigé par des soldats allemands. Novembre 1944.

Un parlementaire est, en droit international, un individu autorisé par l'un des belligérants à entrer en pourparlers avec l'autre et se présentant avec le drapeau blanc. Selon le département de la Défense des États-Unis, il s'agit d'un « agent au service d'un commandant des armées belligérantes en opération chargé de se rendre en personne dans les rangs ennemis afin de communiquer et de négocier ouvertement et directement avec le commandement ennemi ». Les parlementaires font partie des personnes protégées dans le droit international humanitaire.

## Histoire
Même dans la guerre, les belligérants ont parfois besoin de communiquer ou de négocier. Au Moyen Âge, les armées passaient par les hérauts pour transmettre une déclaration de guerre ou un ultimatum, ce qui constituait une communication unilatérale. Mais le besoin s'est fait sentir d'établir des communications bilatérales afin de négocier. Ces agents agissaient généralement sous la protection d'un drapeau blanc et bénéficiaient d'une immunité temporaire aux termes des coutumes et règles de la guerre. Les atteintes à cette protection coutumière des parlementaires étaient considérées comme des perfidies.

## Droit international
Les coutumes et protections relatives aux parlementaires sont codifiées dans le droit international. Les articles 32 à 34 de la seconde conférence de La Haye déclarent :
Article 32
Est considéré comme parlementaire l'individu autorisé par l'un des belligérants à entrer en pourparlers avec l'autre et se présentant avec le drapeau blanc. Il a droit à l'inviolabilité ainsi que le trompette, clairon ou tambour, le porte-drapeau et l'interprète qui l'accompagneraient.
Article 33
Le chef auquel un parlementaire est expédié n'est pas obligé de le recevoir en toutes circonstances.
Il peut prendre toutes les mesures nécessaires afin d'empêcher le parlementaire de profiter de sa mission pour se renseigner.
Il a le droit, en cas d'abus, de retenir temporairement le parlementaire.
Article 34
Le parlementaire perd ses droits d'inviolabilité, s'il est prouvé, d'une manière positive et irrécusable, qu'il a profité de sa position privilégiée pour provoquer ou commettre un acte de trahison.
Les parlementaires font partie des personnes protégées dans le droit international humanitaire.
Les infractions à ces articles constituent un crime de guerre passible de poursuites devant la cour pénale internationale.